# Cantone di Passais
Il Cantone di Passais era una divisione amministrativa dell'arrondissement di Alençon.
È stato soppresso a seguito della riforma complessiva dei cantoni del 2014, che è entrata in vigore con le elezioni dipartimentali del 2015.
Comprendeva i comuni di:
- L'Épinay-le-Comte
- Mantilly
- Passais
- Saint-Fraimbault
- Saint-Mars-d'Égrenne
- Saint-Roch-sur-Égrenne
- Saint-Siméon
- Torchamp